# Bandar Tinggi (Bandar Masilam)
Bandar Tinggi is een bestuurslaag in het regentschap Simalungun van de provincie Noord-Sumatra, Indonesië. Bandar Tinggi telt 4202 inwoners (volkstelling 2010).